# Pilatus PC-7
El Pilatus PC-7 Turbo Trainer es un monoplano de ala baja mono/biplaza, fabricado por Pilatus Aircraft, de Suiza. Este avión es capaz de hacer todas las funciones de formación avanzada que incluyen acrobacias aéreas, reglas de vuelo instrumental, tácticas y vuelo nocturno. Ha sido seleccionado por más de veinte fuerzas aéreas como su entrenador básico. Desde su introducción en 1978, cerca de 500 han sido vendidas, y la mayoría siguen aún en servicio.

## Desarrollo
El PC-7 se basa en el anterior modelo con motor de pistón, Pilatus P-3. El primer prototipo (fabricado a partir de una modificación del P-3) voló el 12 de abril de 1966, pero después de un accidente del PC-7 el programa fue archivado.
En 1973 el programa se reinicia y se obtiene otro P-3 de la Fuerza Aérea Suiza. Después de la modificación, este avión voló el 12 de mayo de 1975. Más adelante se introdujeron amplias modificaciones en el programa, incluyendo una nueva pieza de ala, tanques de combustible integrados, con timón modificado y una cabina tipo burbuja.
El primer avión de producción voló el 18 de agosto de 1978. El 5 de diciembre del mismo año le fue concedido a Pilatus Aircraft el certificado civil suizo. Inmediatamente esta compañía realizó entregas de unidades PC-7 a varios países.
El PC-7 Mk II se ha desarrollado a partir del fuselaje y la aviónica del Pilatus PC-9 ; este aparato está equipado con turbinas más pequeñas que el PC-7 para operaciones más cortas y manteniendo costos. Es utilizado por la Fuerza Aérea Sudafricana, con muchos ejemplares fabricados. Los aviones fueron ensamblados en Sudáfrica a partir de componentes suministrados por Pilatus. El valor del contrato se estimaba en US $ 175 millones en 1993. Debido a consideraciones políticas, la aviones no fueron equipados con armamento. Cuatro PC-7 Mk II sirven en la fuerza aérea de Brunéi. 
Esta aeronave también es usada por clientes privados y está certificada por FAA y FOCA a fin de dar cumplimiento a la normativa de aviación general en Europa y los EE. UU.

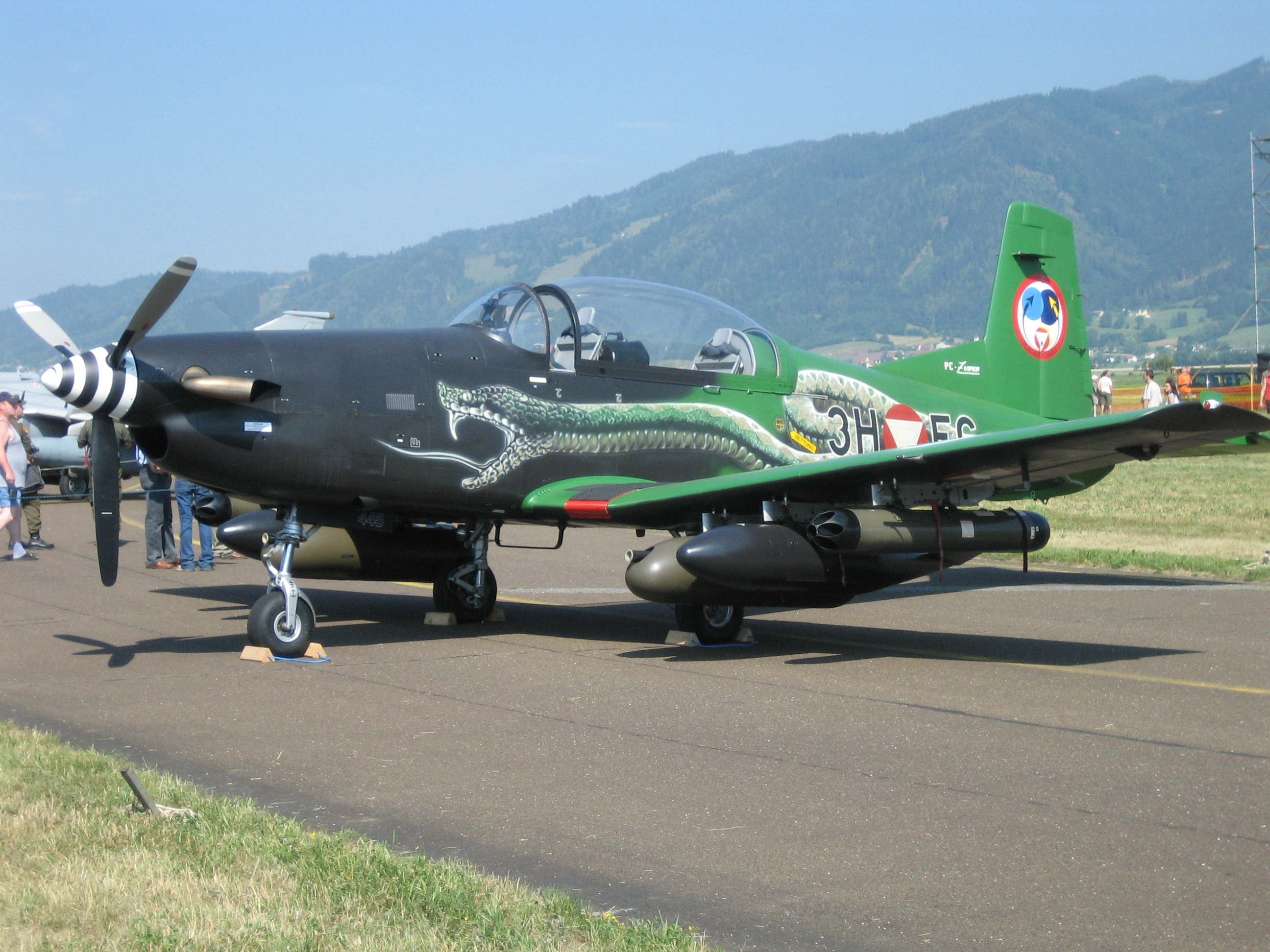
Pilatus PC-7 Turbo Trainer "3 H-FG" de la "Escuela de vuelo" de la Fuerza Aérea Austriaca.

## Historia operacional
Los PC7 fueron usados por la Fuerza Aérea Iraquí para apoyo aéreo cercano en la guerra entre Irán e Irak. También fueron usados para el bombardeo con armas químicas contra las tropas iraníes.
La Fuerza Aérea de Chad utilizó su pequeña flota de PC7 para bombardear las posiciones de los rebeldes tanto en su propio territorio como en el de su vecino Sudán.
En 1994, Fuerza Aérea Mexicana usó PC7 armados para atacar al Ejército Zapatista de Liberación Nacional durante el Levantamiento zapatista en México. Esta acción fue considerada como ilegal por el gobierno suizo puesto que las aeronaves fueron vendidas para propósitos de entrenamiento exclusivamente, por lo que Suiza emitió una prohibición de vender más unidades a México.
En 1995, Executive Outcomes, una Empresa militar privada encabezada por Eben Barlow, utilizó dos PC7 armados para proporcionar apoyo aéreo cercano durante sus operaciones en Sierra Leona.
En junio de 2011, la Fuerza Aérea India seleccionó al entrenador Pilatus PC-7 MkII como su entrenador básico, por lo que se colocó una pedido inicial de 75 unidades. Este pedido puede incrementarse progresivamente hasta 181 entrenadores, después de la transferencia de tecnología a la India. El gabinete indio aprobó el acuerdo para la compra del entrenador. El contrato fue firmado el 24 de mayo de 2012.

## Componentes del PC-7 MkII
Canadá -  Reino Unido

### Electrónica

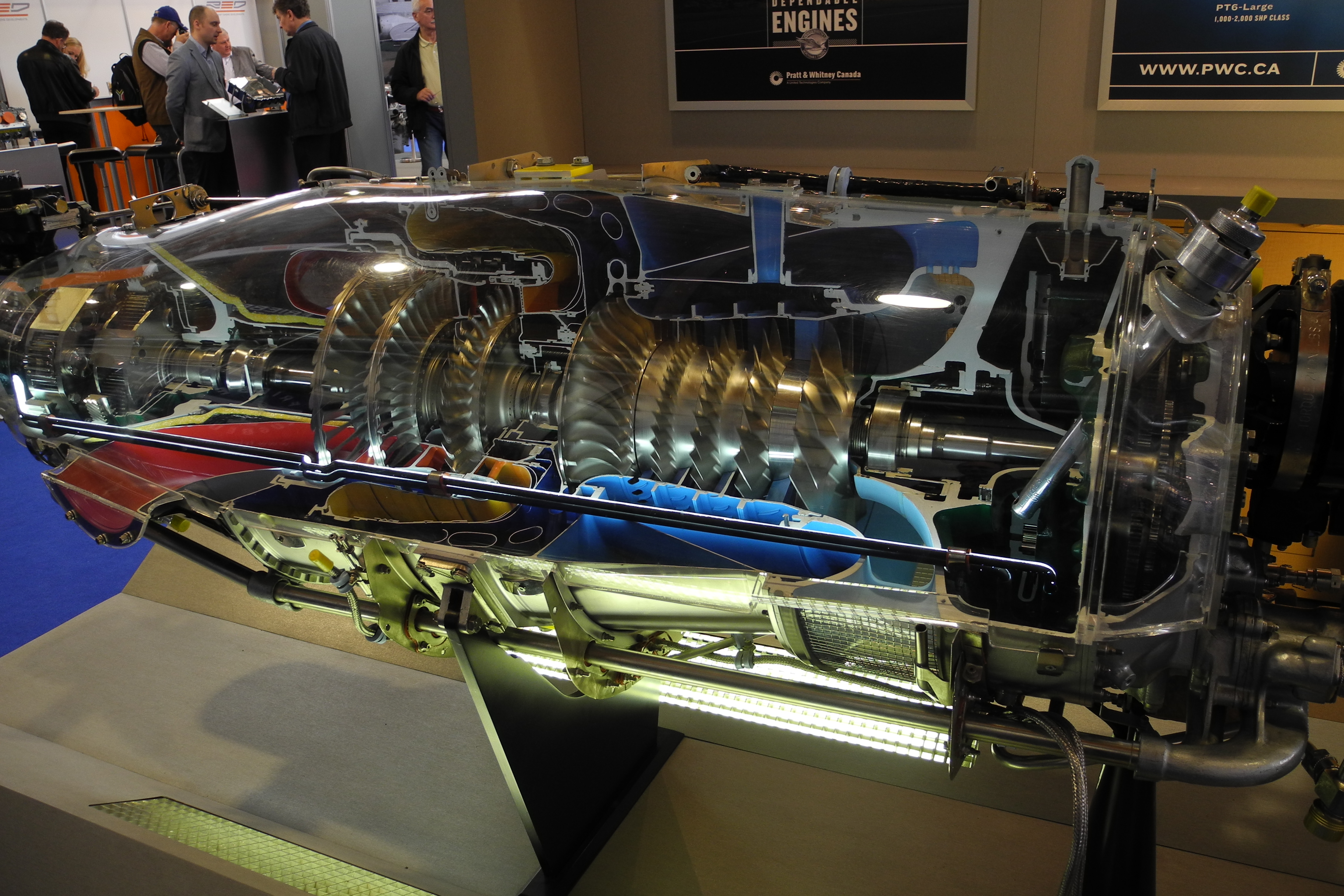
PT6

| Sistema           | País                    | Fabricante   | Notas                           |
| ----------------- | ----------------------- | ------------ | ------------------------------- |
| Sistema de escape | Bandera del Reino Unido | Martin-Baker | Asiento eyectable modelo Mk.15A |

### Propulsión
| Sistema | País              | Fabricante             | Notas        |
| ------- | ----------------- | ---------------------- | ------------ |
| Motor   | Bandera de Canadá | Pratt & Whitney Canada | 1 × PT6A-25C |

## Variantes
- PC-7: Avión entrenador básico de dos plazas.
- El PC-7 Mk II se ha desarrollado a partir del fuselaje y la aviónica del PC-9, manteniendo las alas del PC-7 con el fin de montar los tanques externos. Mantiene los motores del PC-7. En muchos sentidos, este avión es un híbrido del PC-7 y PC-9, ya sea un PC-7 "pesado" o un PC-9 "liviano", según el punto de vista. Desarrollado para la SAAF, y conocido como el "Astra".[8]
- NCPC-7: versión actualizada del PC-7 estándar, desarrollado para la Fuerza Aérea Suiza.

## Operadores

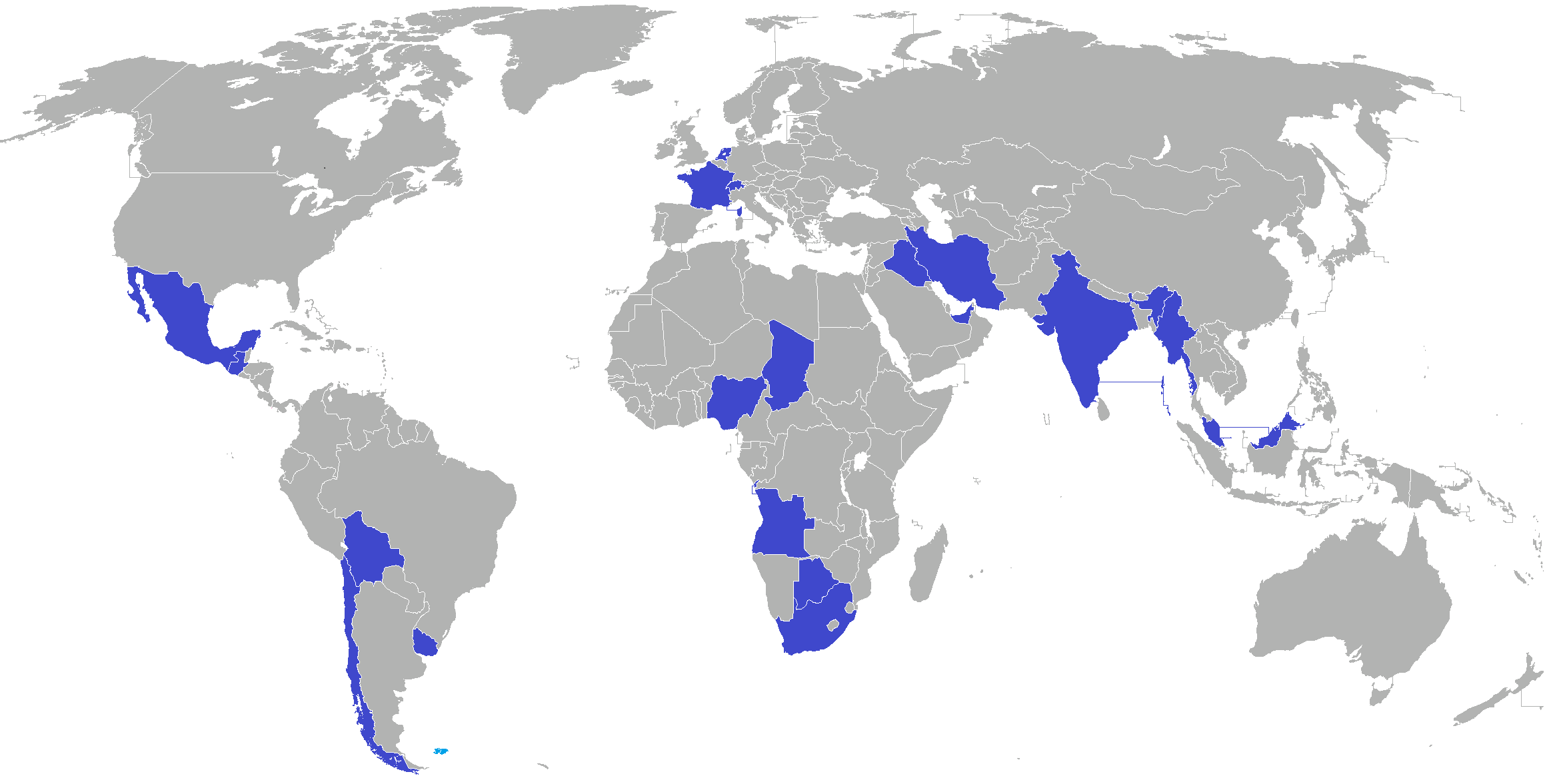
Países operadores del avión Pilatus PC-7 a nivel mundial

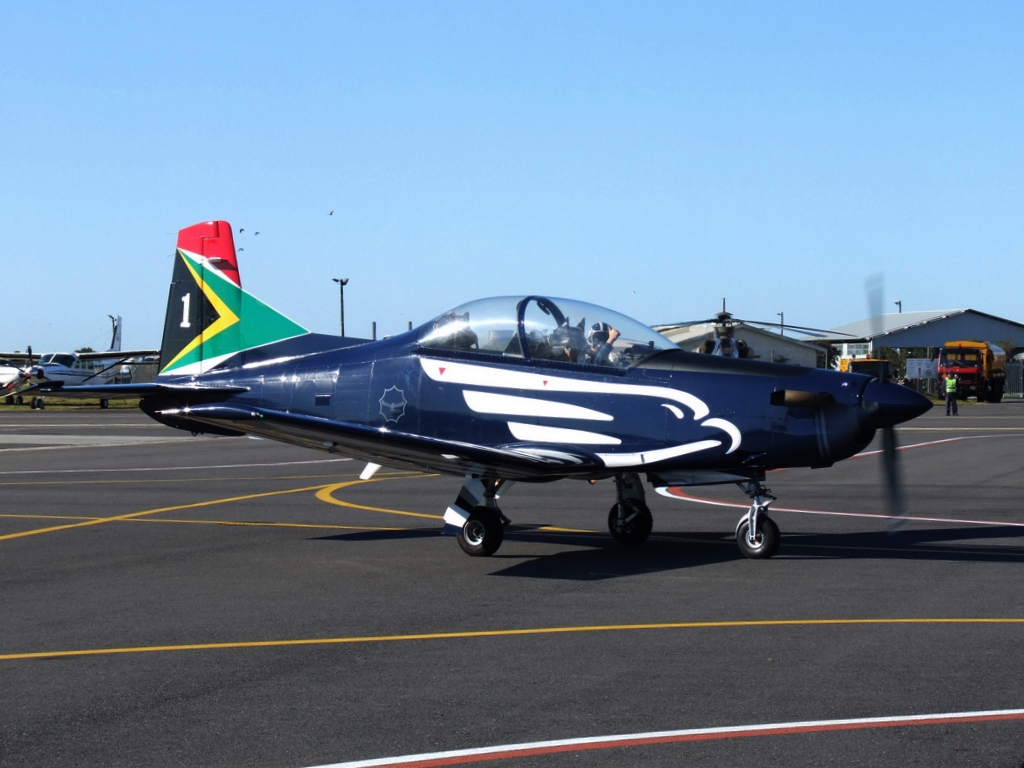
Equipo acrobático Silver Falcons.

### Actuales

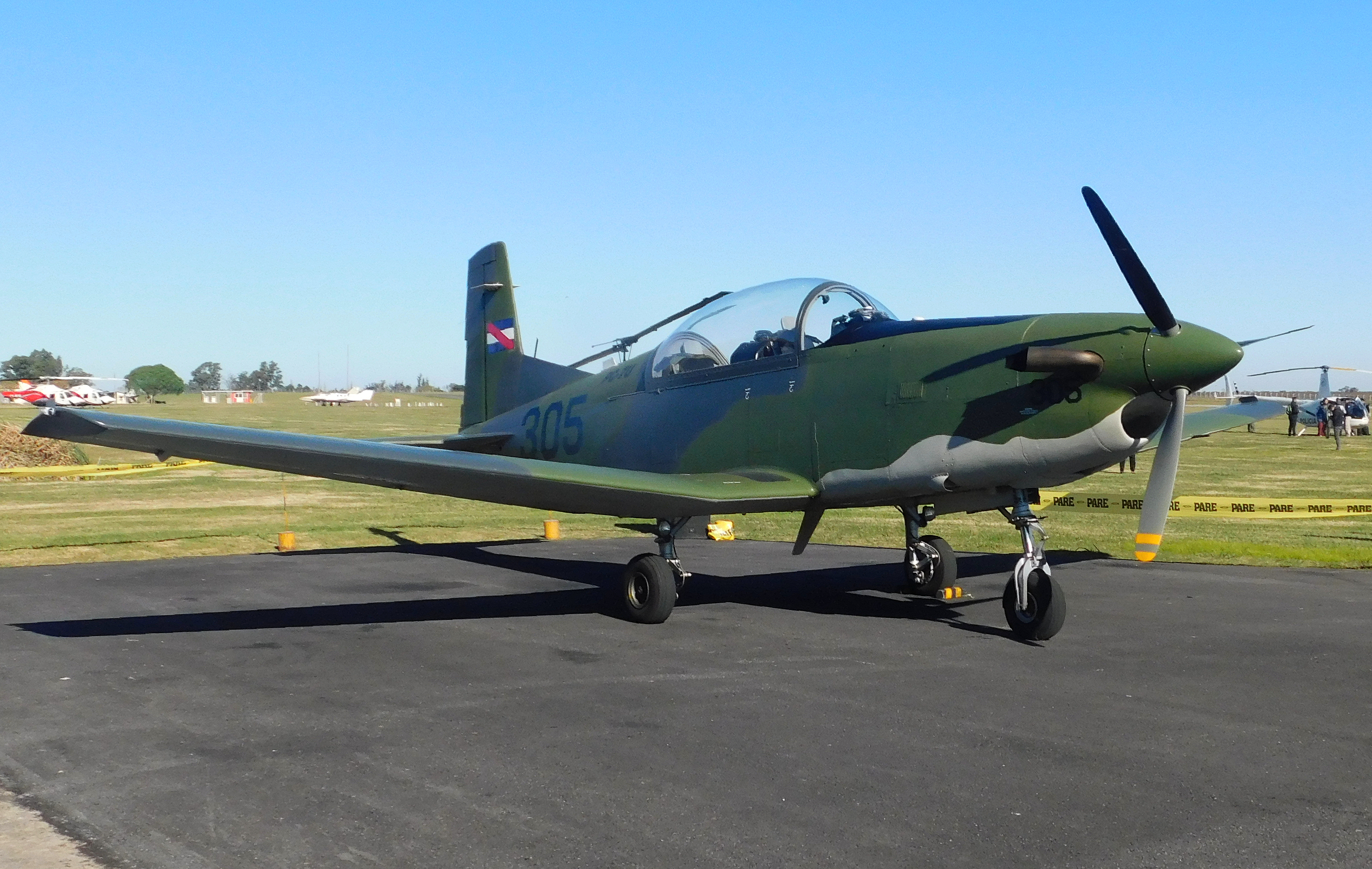
Pilatus PC-7U de la Fuerza Aérea Uruguaya

Angola
- Fuerza Aérea Nacional de Angola : 12 aviones (27 adquiridos en total pero 15 perdidos) 
 Este país africano empezó en 1981 a realizar las gestiones para adquirir de Suiza unos 27 aviones Pilatus PC-7 aunque en la actualidad todavía aún se desconoce el monto total que pagó por cada aparato pero las primeras aeronaves llegarían por primera vez a la capital Luanda en 1982 para adelante.[9] Cabe mencionar que al igual como hizo con sus aviones Pilatus PC-9, el gobierno de Angola convirtió también a sus PC-7 en aeronaves de combate para contrainsurgencia, utilizándolos mayormente como apoyo aéreo a sus tropas de tierra durante la guerra civil angoleña (que duró 27 largos años desde 1975 hasta 2002).[10] Hasta el año 2022 se presume que Angola cuenta ya solamente con unos 12 aviones PC-7 en servicio operativo.[11][12]

 Austria
- Fuerza Aérea Austriaca : 12 aviones (16 adquiridos en total pero 4 perdidos) 
 Este país europeo realizó un pedido de 16 aviones PC-7 a Suiza. Las primeras aeronaves fueron entregadas en el año 1983 y a pesar de haber transcurrido ya más de 40 años (cuatro décadas) desde su adquisición, Austria todavía continúa volando los Pilatus PC-7 debido al buen desempeño de dicho aparato.[9] Hasta 2022, existen por lo menos unos 12 aviones en servicio operativo con la Fuerza Aérea Austriaca.[13][12]

 Birmania
- Fuerza Aérea de Myanmar : 16 aviones 
 Birmania (o también llamado Myanmar) se convirtió en el primer país cliente de Asia en comprarle los Pilatus PC-7 a Suiza cuando ya desde el año 1978 comenzó a realizar las gestiones para adquirir unas 16 aeronaves.[9] Poco a poco, los primeros aviones fueron llegando por primera vez a este país asiático en enero de 1979, finalizando la entrega del lote completo en abril de 1980.[14] Cabe enfatizar que al igual como sucedió en otras naciones que compraron los Pilatus, Birmania también modificó sus PC-7 colocándoles armamento de combate para emplearlos como aviones ligeros de ataque a tierra. Entre julio y septiembre de 1992, utilizó sus aeronaves PC-7 para realizar ataques contra pobladores civiles de aldeas campesinas rurales ubicadas en el Distrito de Papún perteneciente al Estado Oriental de Kayin.[14] En la actualidad, se desconoce el dato exacto de cuantos aviones PC-7 aún quedan operando en Birmania (después de más de 40 años) debido principalmente a la falta de información transparente y al secretismo hermético de las autoridades de dicho país, pues tampoco se conoce el monto total que gastó Myanmar para adquirir los PC-7 en 1978. Pero lo que si se sabe públicamente, es que sus PC-7 están desplegados en la base aérea de Lashio en el Estado Shan como apoyo aéreo cercano en operaciones de contrainsurgencia.[15][12]

 Bolivia
- Fuerza Aérea Boliviana : 2 aviones (24 adquiridos en total pero 22 perdidos) 
 Bolivia se convirtió en el primer país cliente de América Latina en comprarle los aviones PC-7 a Suiza cuando ya desde julio de 1977 empezó a realizar inicialmente un pedido de 12 aeronaves Pilatus por un precio total de USD 5 856 640 dólares (en promedio pagó unos 488 000 dólares por cada aparato) los cuales tendrían el objetivo de ir reemplazando poco a poco a sus antiguos aviones de entrenamiento de pilotos North American T-6 "Texan" que ya estaban volando unos 35 años en el país (desde 1943).[16] Las primeras aeronaves PC-7 llegaron por primera vez a la ciudad de La Paz un 10 de abril de 1979 y debido al buen desempeño del avión Pilatus, Bolivia decidió entonces en octubre de 1980 realizar un segundo pedido a Suiza con la intención de comprar otras 24 aeronaves adicionales más, pero a diferencia de la primera compra, esta vez fue a un precio mucho más elevado de unos USD 30 millones de dólares (en promedio a 1 250 000 dólares por cada aparato) con la idea de completar una flota aérea de unos 36 aviones PC-7.[17] Pero sin embargo cabe recordar que debido a los primeros síntomas de la crisis económica que traería como consecuencia una terrible hiperinflación que todo el país sufriría por lo menos durante la primera mitad de la década de 1980, obligó al gobierno boliviano a tener que reducir su pedido a la mitad, de 24 a solamente unas 12 aeronaves nomás, que finalmente llegaron a ciudad de La Paz el 16 de junio de 1981.[18] En la actualidad, de los 24 aviones que en total compró Bolivia de Suiza, alrededor de unos 13 aviones se estrellaron o se perdieron en accidentes, otros 5 aviones quedaron preservados en institutos militares, en los ingresos a los aeropuertos medianos o en museos aeronáuticos como el Museo Aeroespacial de la Fuerza Aérea Boliviana para la exhibición al público y finalmente unos 4 aviones fueron desactivados para reponer las piezas en otras aeronaves.[19][20] Después de 45 largos años, hasta 2024 ya solamente quedaban apenas volando unos 2 aviones bolivianos Pilatus PC-7 desplegados en el sur del país en la base de la IV Brigada Aérea ubicada en el Departamento de Tarija, resguardando la Frontera de Bolivia con Argentina.[12]

 Botsuana
- Ala Aérea de la Fuerza de Defensa de Botsuana : 5 aviones (12 aviones adquiridos en total y 1 perdido) 
 Botsuana realizó un pedido a Suiza en 1989 para comprar 7 aviones PC-7 los cuales llegaron por primera vez en 1990 a la capital Gaborone. Cabe resaltar que durante el transcurrir de las décadas, este país africano logró realizar un buen cuidado y mantenimiento constante a sus aeronaves PC-7 a tal punto de perder solamente "un solo avión en 23 años de servicio continuo" (desde 1990 hasta 2013) quedando de esa manera con unos 6 PC-7.[21] Pero debido al buen desempeño del Pilatus en su fuerza aérea, el gobierno de Botsuana decidió entonces en abril de 2011 anunciar públicamente que realizaría un segundo pedido a Suiza para adquirir unos 5 aviones más pero esta vez de la nueva versión "Pilatus PC-7 MkII" a un costo total de USD 44 millones de dólares (en promedio pagó a unos 8,8 millones de dólares por cada aparato).[21] El contrato se firmó en octubre de 2012 y las primeras aeronaves de esta nueva versión llegaron al país el 8 de febrero de 2013 por lo que Botsuana procedió inmediatamente a retirar del servicio a sus 6 antiguos aviones PC-7 que aún le quedaban de la primera versión que adquirió en 1990.[21][22]

 Brunéi
- Real Fuerza Aérea de Brunéi: 4[23]

 Chad
- Fuerza Aérea de Chad: 2[24] (entregado en 1985)

 Chile
- Aviación Naval de Chile : 7[25] (entregado en 1980)

 EAU
- Fuerza Aérea de los Emiratos Árabes Unidos: 24[26] (entregado en 1982)

 Guatemala
- Fuerza Aérea Guatemalteca: 8[27] (entregado en 1980)

 Irán
- Fuerza Aérea de la República Islámica de Irán: 20[28] (entregado en 1983)

 Líbano
- Fuerza Aérea Libanesa: 24[29] (entregado en 2000)

 Malasia
- Real Fuerza Aérea de Malasia: 46[30] (entregado en 1983)

 México
- Fuerza Aérea Mexicana: 88[31] (entregado en 1980), operado por la Fuerza Aérea Mexicana

 Países Bajos
- Real Fuerza Aérea de los Países Bajos: 13[32] (entregado en 1989), operado por la Real Fuerza Aérea de los Países Bajos

 Sudáfrica
- Fuerza Aérea Sudafricana: 32[33]

 Suiza
- Fuerza Aérea Suiza: 37[34] (entregado en 1979). operador por la Fuerza Aérea Suiza

 Uruguay
- Pilatus PC-7U de la Fuerza Aérea Uruguaya Fuerza Aérea Uruguaya: 5[35] (entregado en 1992), operado por la Fuerza Aérea Uruguaya

### Antiguos operadores militares
- Francia

Fuerza Aérea Francesa: 5 (entregado en 1991)

### Antiguos operadores civiles
- Suiza

Swissair

### Casos especiales
- Bofutatsuana: 2 (entregado en 1989, luego transferidos a Sudáfrica y luego retornados a Pilatus)

## Especificaciones

### Características generales
- Tripulación: dos, estudiante e instructor
- Longitud: 10,1 m (33,2 ft)
- Envergadura: 10,1 m (33,2 ft)
- Altura: 3,3 m (10,8 ft)
- Superficie alar: 16,3 m² (175,5 ft²)
- Peso vacío: 1670 kg (3680,7 lb)
- Peso cargado: 2700 kg (5950,8 lb)
- Planta motriz: 1× turbohélice Pratt & Whitney Canada PT6A-25C.
- Hélices: 1× tripala por motor.

### Rendimiento
- Velocidad máxima operativa (Vno): 460 km/h (286 MPH; 248 kt)
- Alcance: 1950 km (1053 nmi; 1212 mi) 02: 00HS
- Techo de vuelo: 9150 m (30 020 ft)
- Régimen de ascenso: 14,4 m/s (2837 ft/min)

### Desarrollos relacionados
- Pilatus PC-9
- Pilatus PC-21

### Aeronaves similares
- Socata TB-31 Omega
- TAI Hürkuş
- Beechcraft T-6 Texan II
- KAI KT-1
- Fuji T-3
- Fuji T-7
- FAdeA I.A. 73
- PZL-130 Orlik
- Embraer EMB 312 Tucano
- Beechcraft T-34 Mentor
- ENAER T-35 Pillán
- Utva Lasta